# Smith Tower
La Smith Tower è il più vecchio grattacielo della città di Seattle. L'edificio si trova in Pioneer Square e fu completato nel 1914. Con i suoi 38 piani e 148 metri di altezza fu l'edificio più alto della West Coast fino alla costruzione dello Space Needle nel 1962.

## Descrizione
La Smith Tower è un esempio di architettura neoclassica. Il rivestimento è in granito nel primo e secondo piano, mentre il resto dell'edificio è rivestito di terracotta.